# Club de Deportes Santiago Morning (féminines)
Le Club de Deportes Santiago Morning, également appelé Santiago Morning, est un club de football féminin chilien basé à Santiago du Chili.

## Histoire
La section féminine du Club de Deportes Santiago Morning fondé en 1903 est créée en 2008 lorsqu'est créée la première division féminine du Chili. La première saison le club termine à la quatrième place.
En 2010, le club atteint la finale pour la première fois, mais perd 4-0 face à Everton.
Le club sera quatre fois vice-champion entre 2014 et 2017 avant de mettre fin à l'hégémonie de Colo-Colo en 2018 en remportant son premier titre de champion, battant 3-2 le Palestino.
En 2019, le Santiago Morning devient le premier club chilien à faire signer des joueuses professionnelles. Les Bohemias participent à leur première Copa Libertadores et atteignent les quarts de finale (défaite 2-0 face aux Corinthians). Le club remporte à nouveau le championnat chilien en restant invaincu (19 victoires et 2 nuls). En Copa Libertadores 2020, il bute à nouveau en quarts de finale face aux Corinthians (7-0).
En 2020, le championnat est arrêté après la première journée à cause de la pandémie de Covid-19. Santiago Morning remportera toutefois le tournoi de transition organisé en fin d'année sous forme de tournoi en battant en finale Universidad de Chile 2 à 0, et remporte son troisième titre de champion.

## Tenue
Comme la section masculine le club joue avec un maillot blanc avec un V, la section féminine a opté pour un V avec les couleurs LGBT.

## Palmarès
| Compétitions nationales                                       |
| ------------------------------------------------------------- |
| - Championnat du Chili (3) : - Champion : 2018, 2019 et 2020. |